# جنوری (کومونه)
جنوری (به ایتالیایی: Genuri) یک کومونه در ایتالیا است که در استان مدیو کامپیدانو واقع شده‌است.

## خصوصیات
جنوری ۷٫۶ کیلومترمربع مساحت و ۳۷۴ نفر جمعیت دارد و ۲۴۳ متر بالاتر از سطح دریا واقع شده‌است.